# Mindat (État Chin)
Pour les articles homonymes, voir Mindat.
Mindat (birman : မင်းတပ်မြို့) est une ville de l'État Chin, dans l'Ouest de la Birmanie.